# CMM Noticias
CMM Noticias es la marca con la que se designa en términos genéricos a los informativos de CMM TV.

## Historia

### Etapa 2001-2011
Durante estos 10 años se pusieron en emisión los espacios informativos de la cadena bajo una misma marca, CMT Noticias. La primera emisión informativa de CMM TV tuvo lugar el 13 de diciembre de 2001 a las 20h30, presentada por la periodista albacetense Mariló Leal, tan solo 30 minutos después del inicio de emisiones del canal autonómico. Además de la edición de la noche, los servicios informativos tenían como principal edición el informativo del mediodía de las 14:00. Esta edición estaba divida en dos bloques (regional, y nacional e internacional) de 30 minutos cada uno. En los fines de semana, a diferencia del resto de cadenas autonómicas, únicamente se emitía el informativo del mediodía. También se puso en marcha un nuevo informativo matinal Buenos días Castilla-La Mancha siguiendo los pasos de otras televisiones autonómicas, pero con la diferencia en que solo era un formato informativo, sin tertulia ni conexiones en directo. Durante estos 10 años existía cierto sesgo a favor del Gobierno de Castilla-La Mancha en los informativos.
En cuanto a los deportes, también se creó una misma marca paraguas para todas las ediciones deportivas, Todo Deporte. Los deportes se emitían después de los informativos y tenían las mismas ediciones que estos con una duración de 15 minutos.
El tiempo también tenía hueco en la programación informativa con una duración de 5 minutos y con un único presentador para todas las ediciones.
En esta etapa hubo dos cambios de decorados en el plató de informativos (2004 y 2007) en el que se introdujeron pantallas y se fue abandonando la redacción como fondo y tan solo un cambio de grafismos en 2004. Los grafismos eran los mismos para los informativos y los deportes con la diferencia del color, se identificaban con el color azul oscuro los informativos y en rojo los deportes.
En estos 10 años hubo algunas rotaciones de presentadores entre las ediciones del mediodía, noche y fin de semana, pero siempre fueron los mismos presentadores los que estuvieron al frente de los informativos.

### Etapa 2011-2015
Coincidiendo en 2011 con el nuevo Gobierno de Castilla-La Mancha, se nombró a Ignacio Villa director de RTVCM, el cual juró su cargo el 27 de julio de 2011.
Como consecuencia del nombramiento de Ignacio Villa, se produjeron varias destituciones o despidos, entre ellos el director de Antena; el director de producción de Informativos y deportes; director de informativos; subdirector de Informativos y adjuntos; editores de los informativos y coeditores; jefes de las delegaciones; responsables de área; redactores y los presentadores de los espacios informativos.
El 3 de octubre de 2011 comenzó la nueva etapa y programación de Castilla-La Mancha Televisión ampliándose las horas de emisión de los espacios informativos y modificando el nombre de los mismos. Hasta ese momento los informativos recibían una misma denominación (CMT Noticias), sin embargo en esta etapa se dividieron en varias marcas: Castilla-La Mancha Despierta, Las noticias de las 2, Las noticias de las 8 y Las noticias del Fin de semana. Continuando con los cambios y novedades en los servicios informativos, por primera vez en la historia de la cadena se empezó a emitir un programa de tertulia política y un informativo en las noches del fin de semana.
En septiembre de 2013 se volvió a cambiar por segunda vez en esta etapa el nombre de los informativos, exceptuando el informativo matinal, pasando a ser Castilla-La Mancha a las 2 y El mirador de Castilla-La Mancha, aunque este último más tarde recibiría la denominación de Castilla-La Mancha a las 8. También se sustituyó el nombre del espacio informativo dedicado al deporte, Todo deporte, por La cancha, además de los cambios en sus presentadores y en el área de deportes. También, en enero de 2015, se crearon dos nuevos espacios informativos Castilla-La Mancha a las 3 y Castilla-La Mancha a las 5, el primero duraba 15 minutos, y el segundo era un boletín informativo de 30 minutos.
Entre tanto, en esta etapa, se contrataron a numerosos periodistas procedentes de El Toro TV, Trece y COPE, para encargarse de distintas funciones dentro de los Servicios Informativos (dirección y subdirección de Informativos, edición, jefaturas de área, directores de las delegaciones, presentadores de informativos, redacción, etc.). También se contrató a un periodista, Fran Blanco-Argibay, para cubrir en exclusiva toda la información de María Dolores de Cospedal, en ese momento presidenta de la Junta de Comunidades de Castilla-La Mancha.
Durante la etapa de Ignacio Villa, hubo tres directores de Informativos distintos en cuatro años. La última en ocupar dicho cargo fue Victoria Vigón, quien fue nombrada en diciembre de 2013, siendo por tanto la directora de Informativos que más tiempo ha ocupado su cargo en la etapa de Ignacio Villa. En cuanto al puesto de subdirector de Informativos, cuatro personas diferentes han ocupado ese cargo en este intervalo de cuatro años. En diciembre de 2013 se nombró a Yolanda Guirado y Mario Ordóñez como subdirectores de Informativos, y fueron, al igual que Victoria Vigón, quienes más tiempo han ocupado dicho cargo en esta etapa de CMM TV.
Con Ignacio Villa al frente, entre septiembre de 2011 y agosto de 2015, la cadena recibió numerosas denuncias y amonestaciones por parte de sus propios trabajadores, partidos políticos e instituciones por la aparente falta de imparcialidad de la cadena. Se eliminó de los informativos noticias de carácter nacional e internacional y se eludió todos los casos de corrupción política relacionada con el Partido Popular, entre otras cosas. Además, en mayo de 2015, salieron a la luz unas grabaciones en las cuales la directora de Informativos y presentadora de Castilla-La Mancha a las 2, Victoria Vigón, insultaba y amenazaba de muerte a varios de los empleados de la cadena.

### Etapa 2015-actualidad
Con la llegada de la nueva directora general de RTVCM, Carmen Amores García, el 19 de agosto de 2015, se destituyó a la directora y la subdirectora de Informativos, Victoria Vigón y Yolanda Guirado. Así mismo, Mario Ordóñez, quien fuese en la anterior etapa subdirector de Informativos de Castilla-La Mancha Televisión, fue relegado de su cargo manteniéndose en la cadena, en la delegación de Madrid. Se nombró nuevo director de Informativos al albacetense, Isaías Blázquez procedente de los servicios informativos de Antena 3, Telecinco y La Sexta. Se reorganizó la redacción de informativos y se cambiaron los presentadores, editores y redactores jefes de las áreas por trabajadores veteranos de Castilla-La Mancha Televisión. Además, se eliminó el informativo de tarde, Castilla-La Mancha a las 5 y la tertulia Al quite del informativo matinal Castilla-La Mancha Despierta.
A pesar de todos los cambios que se realizaron, se mantuvieron la denominación de los informativos y del espacio deportivo, y todos los espacios informativos como El tiempo, El campo, El rincón de la caza y la pesca y En comunidad.
Además, se introdujeron novedades en la forma de dar las noticias, como avanzar los titulares de pie junto a una gran pantalla o cambiar los planos de cámara dependiendo del tipo de noticia. Un año después, en septiembre de 2016, con motivo del cambio de imagen corporativa se cambió la imagen gráfica de los informativos.
Las prácticas de censura y destituciones que fueron protagonistas durante la etapa anterior volvieron en mayo de 2016. El director de Informativos, Isaías Blázquez, destituyó a los editores de los informativos de fin de semana. Era la primera vez, que con la nueva dirección de Carmen Amores, se producía la destitución de editores motivado por no acatar la decisión de censurar la información sobre el incendio de Seseña.
El 31 de agosto de 2016 se produce la destitución del director de Informativos de Castilla-La Mancha Televisión, Isaías Blázquez, que pasa a ser coordinador del nuevo área digital de CMM. El nuevo director de Informativos es Jesús Espada, que hasta ahora desarrollaba las mismas funciones en la radio pública. Durante su tiempo en el cargo de director, hubo varios cambios de presentadores con la rotación de ellos entre ediciones o la incorporación a la presentación de informativos de algunos periodistas de la redacción o delegaciones.

## Estructura
Los informativos de Castilla-La Mancha Media han seguido la estructura de los noticiarios del resto de cadenas autonómicas españolas. El presentador ofrece en un sumario no superior a cinco minutos los contenidos más destacados de la jornada relativos a la actualidad regional, nacional e internacional. 
Entre 2001 y 2011, los informativos duraban una media de 60 minutos. Tras los titulares, se ofrecía un primer bloque de media hora dedicada a la actualidad regional y, acto seguido, se informaba de forma somera los asuntos más destacados de la actualidad nacional e internacional. Los últimos minutos del informativo se dedicaban a reportajes de salud y cultura de Castilla-La Mancha.
Desde septiembre de 2011 hasta agosto de 2015 hubo varios cambios en la estructura general de los noticiarios. Su duración se redujo a 45 minutos aunque hasta 2013 prevaleció el esquema seguido en la etapa anterior. En 2013 se elimina el tiempo dedicado a la información nacional e internacional para centrar su atención en la cobertura de la actualidad en Castilla-La Mancha. 
A partir de agosto de 2015, los informativos recuperan la estructura mantenida entre 2011 y 2013. Se mantiene la duración de 45 minutos en todas las ediciones a excepción del informativo de la noche de los fines de semana que dura 20 minutos. Solo el informativo Castilla-La Mancha a las 3 se centra en información exclusivamente regional.

## Informativos especializados

### La cancha
Es el espacio deportivo de CMM TV. Entre 2001 y 2011, el programa informativo dedicado a deportes se denominó Todo Deporte con presentadores como Alfonso Hevia, Julián Cano, Fernando García Chamizo y Guillermo Cabrero. 
Con la llegada de Ignacio Villa a la dirección de Castilla-La Mancha Media se cambió el formato y la estructura denominándose La cancha y fichando a periodistas deportivos jóvenes de otros medios como Rubén Martín (COPE) y Ana Cobos (Marca TV), entre otros. El número de presentadores se amplió, ya que cada dos ediciones diarias lo presentaban dos personas a excepción de la edición del fin de semana. Se aumentó la duración del contenedor deportivo: de lunes a domingo de 14:45 a 15:00 y de 20:45 a 21:00. Desde el inicio de esta etapa se priorizó la actualidad y las polémicas de los deportes de equipos de fútbol nacionales frente al deporte regional. La estructura es la misma desde 2015, aunque se han sustituido a algunos presentadores fichados en la anterior etapa por otros más veteranos de la casa como David Vidales y Aurora González.  

#### La cancha regional
Emitido hasta octubre de 2018, se trataba de un programa semanal de temática deportiva que recogía un resumen de las competiciones deportivas celebradas durante la semana en Castilla-La Mancha. Era un programa en línea dedicado exclusivamente al deporte regional que se emitía en exclusiva desde YouTube y en CMM TV, los lunes a las 1:15, dirigido y presentado por Alberto Abril.

### El tiempo
Es la denominación genérica con la que se hace referencia al espacio meteorológico diario de Castilla-La Mancha Televisión. Desde el inicio de sus emisiones la cara visible de este contenido ha sido Carlos Macías. Entre 2011 y 2015 se amplió la duración y se introdujo la posibilidad de que la audiencia enviase sus fotos de paisajes para la emisión. En estos años se incorporaron periodistas de la redacción como Elordi García, Irene del Río, José Francisco Martínez, Aurora González o Ángeles Sánchez Infantes. 
Desde 2015, El tiempo mantiene la estructura anterior pero con un nuevo decorado propio para informar de forma más dinámica e interactiva. Además se renovó el equipo de meteorología dirigido por Carlos Macías: Irene del Río, Paola Sánchez y Ana Sevilla.

### El campo
Es el programa dedicado a la información agrícola y ganadera de CMM TV. El lunes, 23 de enero de 2012, Castilla-La Mancha Televisión estrenó este espacio a las 20:50 presentado por Jorge Jaramillo. Sus buenos índices de audiencia, que superaban el 10%, llevaron a ampliar su emisión a las 13:45, una edición que meses después pasaría a emitirse a las 15h05. Entre 2012 y 2016 El campo también contaba con una edición matinal que se emitía a las 7:55 dentro del informativo matinal Castilla-La Mancha Despierta.
En octubre de 2016, El campo estrenó decorado con el fin de informar de la actualidad del mundo rural, la evolución de los mercados agropecuarios y el calendario de ayudas y subvenciones de forma más dinámica, completa e interactiva. 
El programa contó con una versión semanal hasta marzo de 2020, titulada El campo fin de semana presentado por Jorge Jaramillo. En principio se emitía en la mañana del fin de semana, pero desde 2016 con el estreno del nuevo plató y hasta su finalización, se emitió los domingos de 15:05 a 15:30.

### El rincón de caza y pesca
Este informativo tenía una temática que giraba en torno a la actualidad del sector cinegético en Castilla-La Mancha. El espacio nació en agosto de 2012 siguiendo la misma estructura de El campo. En principio, contaba con tres ediciones: a las 7:25, a las 15:15 y a las 21:00. Esta versión diaria era dirigida y presentada por los periodistas Jorge Jaramillo y Ángel Sánchez Crespo.
En octubre de 2015 la nueva dirección de Informativos de Castilla-La Mancha Televisión, optó por incluir la información de la caza y pesca dentro del informativo El campo, por lo que, el espacio como tal desapareció de la parrilla diaria.

### En comunidad
Es un programa informativo semanal que repasaba la actividad parlamentaria en las Cortes de Castilla-La Mancha y la actividad del ejecutivo regional. El programa se emite los domingos a primera hora de la mañana desde la puesta en marcha de Castilla-La Mancha Televisión. 
Su presentadora en la primera etapa (2001-2011) fue Esther Garrido. Desde 2011 hasta 2015, Cristina Medina se encargó de conducir el espacio. En la temporada 2015-2016, tuvo varias presentadoras: Susana Moreno, Marta Valdivieso y Encarnación Mora. En la actualidad el programa es conducido por Cristina Medina.

### Al Quite
Fue el primer espacio de análisis, entrevistas, debate y opinión de la historia de Castilla-La Mancha Televisión que se emitió entre octubre de 2011 y julio de 2015. Inicialmente el programa fue dirigido y presentado por Javier López. Tras su marcha de CMM TV en agosto de 2012, Lorena García Díez, se hizo cargo del espacio compaginando Al Quite con el informativo matinal Castilla-La Mancha Despierta. 
Entre los periodistas que participaban en la tertulia se encuentran nombres como Antonio Papell, José Alejandro Vara, Félix Madero, José María Brunet, Carmelo Encinas, Raimundo Castro, Antonio Martín Beaumont, Antonio Herráez, Jorge Cabezas, Víctor Arribas, Charo Zarzalejos, Antonio Pérez Henares, Cristina de la Hoz, Esther Esteban, Carmentxu Marín, Pilar Gómez, Antonio Naranjo o Carmen Tomás.

## Equipo
Castilla-La Mancha Despierta
- Información general: Ana Isabel Albares
- El tiempo: Irene del Río

Castilla-La Mancha a las 2
- Información general (14h00-14h45): Sonia Trigueros y Pepe Torrecilla
- La cancha (14h45-15h00): David Vidales y Álvaro Seguí
- El tiempo (15h15-15h25): Carlos Macías
- El campo (15h25-15h45): Jorge Jaramillo / Ángel Sánchez Crespo

Castilla-La Mancha a las 3
- Información general: Sonia Trigueros y Pepe Torrecilla

Castilla-La Mancha a las 8
- Información general (20h00-20h30): Patricia Morales
- La cancha 2 (20h30-20h40): Aurora González
- El campo 2 (20h40-20h50): Jorge Jaramillo / Ángel Sánchez Crespo
- El tiempo 2 (20h50-20h55): Paola Sánchez

Castilla-La Mancha Fin de semana
- Información general (14h00-14h45 / 20h30-20h50): José Francisco Martínez y Laura Izquierdo
- La cancha Fin de semana (20h50-20h55): Alberto Abril
- El tiempo Fin de semana (20h55-21h00): Ana Sevilla